# Streifkorps
Le Streifkorps, également Steifkorps, Streifenkorps ou encore Štrafuni (Штрафуни), est un ensemble d'unités de contre-insurrection recrutées et déployées au sein du Condominium de Bosnie-Herzégovine, sous commandement austro-hongrois, composé de Musulmans,. Ces unités ont été mises sur pied afin de lutter contre les rebelles lors d'opération de type recherche et destruction avant l'heure. Ces unités étaient honnies au sein de la population locale,.

## Histoire opérationnelle

### Première création lors du soulèvement en Herzégovine de 1882
Le Streifkorps est constitué en 1882, dans la région frontalière aux confins du Monténégro, du Sandžak et de la Serbie,, dès que la rébellion a eu pris de l'ampleur. Cette unité a été créée sur proposition du gouverneur de Mostar en septembre 1882. Après l'écrasement du soulèvement de 1881-1882, le Streifkorps assure un rôle de force mobile de surveillance, avant que l'effectif soit d'abord réduit en 1888, puis sa dissolution en 1891, date à laquelle les membres du Streifkorps sont réintégrés au sein de régiments du corps de gendarmerie de Bosnie-Herzégovine.

### Remise sur pied lors de la crise bosniaque de 1908
Réactivé en octobre 1908, le Streifkorps intervient lors des manifestations en Serbie et au Monténégro contre l'annexion de la Bosnie et de l'Herzégovine.

### Avant et pendant la Première Guerre mondiale
En février 1912, chaque compagnie des garnisons autrichiennes en Bosnie doivent céder jusqu'à 45 hommes à destination du Streifkorps, et chaque bataillon lui cède un de ses officiers. Lorsqu'éclate la bataille du Cer, des unités du Streifkorps traverse la Drina et envahissent la Serbie, avec les autres forces militaires austro-hongroises. Elles participent au pillage de Belgrade et à la séquestration de sa population lors de la prise de la capitale serbe en 1915.

### Référence lors de la Seconde Guerre mondiale
La sinistre mémoire du Streifkorps perdure pendant la Seconde Guerre mondiale. Les pelotons de représailles, organisés par l’État indépendant de Croatie avec pour ordre de massacrer, brûler et exterminer tous les Serbes, les Croates factieux et les Musulmans, sont également connus sous le nom de Štrafuni .

## Équipement
Le Streifkorps n'employait que des armes légères et un équipement limité porté à dos d'homme, tandis que les réserves de munitions étaient réparties dans des caches secrètes gardées, directement sur le terrain. Il s'agit des premières unités militaires au monde équipées de sac à dos. Ils portaient un uniforme.